# New York/New Jersey Knights

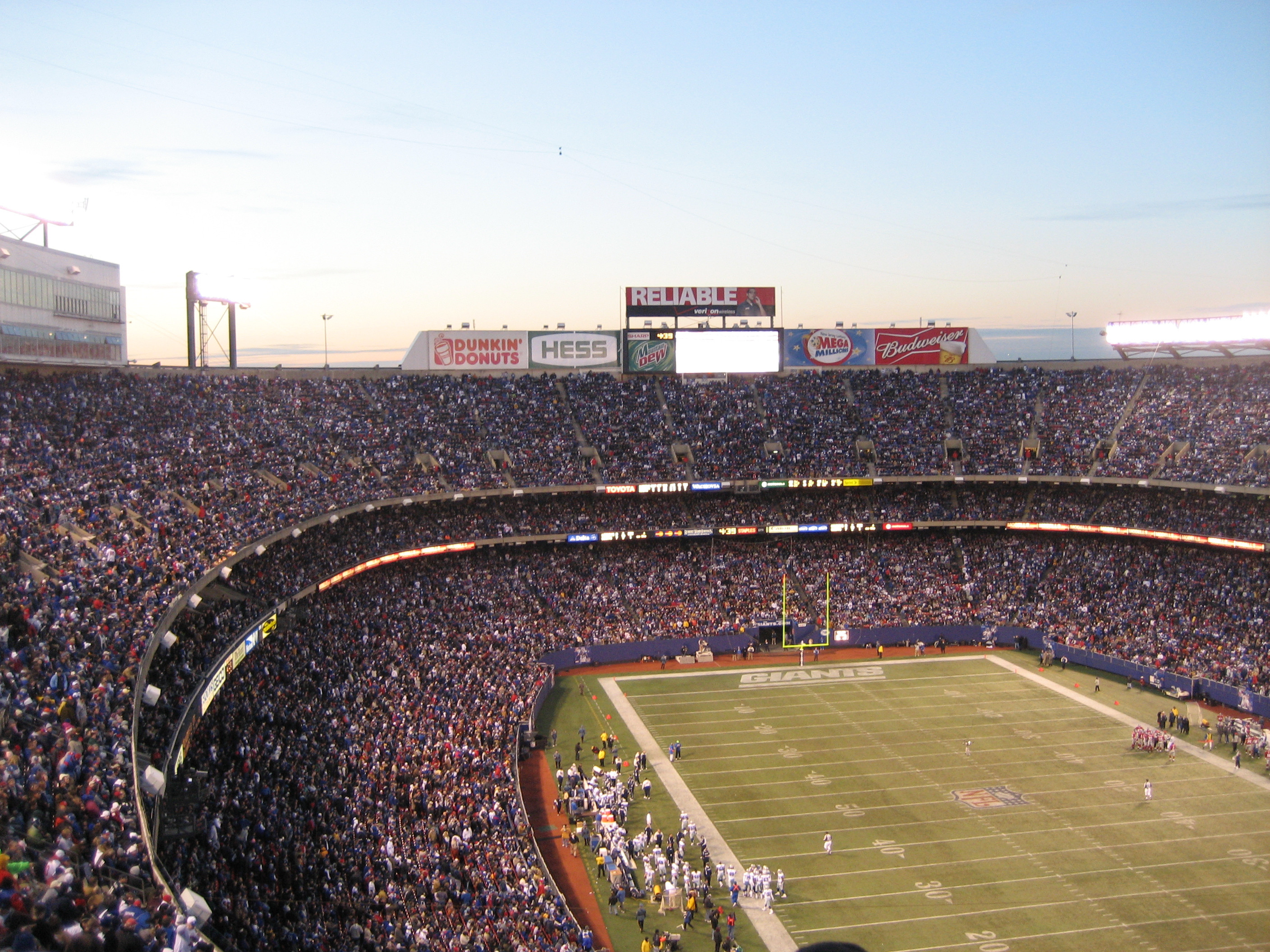
Tým Knghts působil na stadionu Giants Stadium, kde hráli také New York Giants z National Football League.

New York/New Jersey Knights (zkráceně též NY/NJ Knights) byl profesionální tým amerického fotbalu, který v letech 1991–1992 působil v lize World League of American Football (WLAF). Svoje domácí zápasy odehrával na stadionu Giants Stadium ve městě East Rutherford v New Jersey, kde působil zároveň tým z Národní fotbalové ligy New York Giants. V roce 1992 se Knights dostali do semifinále WLAF, kde byli poraženi týmem London Monarchs 26:42. V roce 1992 tým zanikl z důvodu zrušení ligy. Ta byla obnovena roku 1995, ovšem už bez amerických klubů.